# Кодня

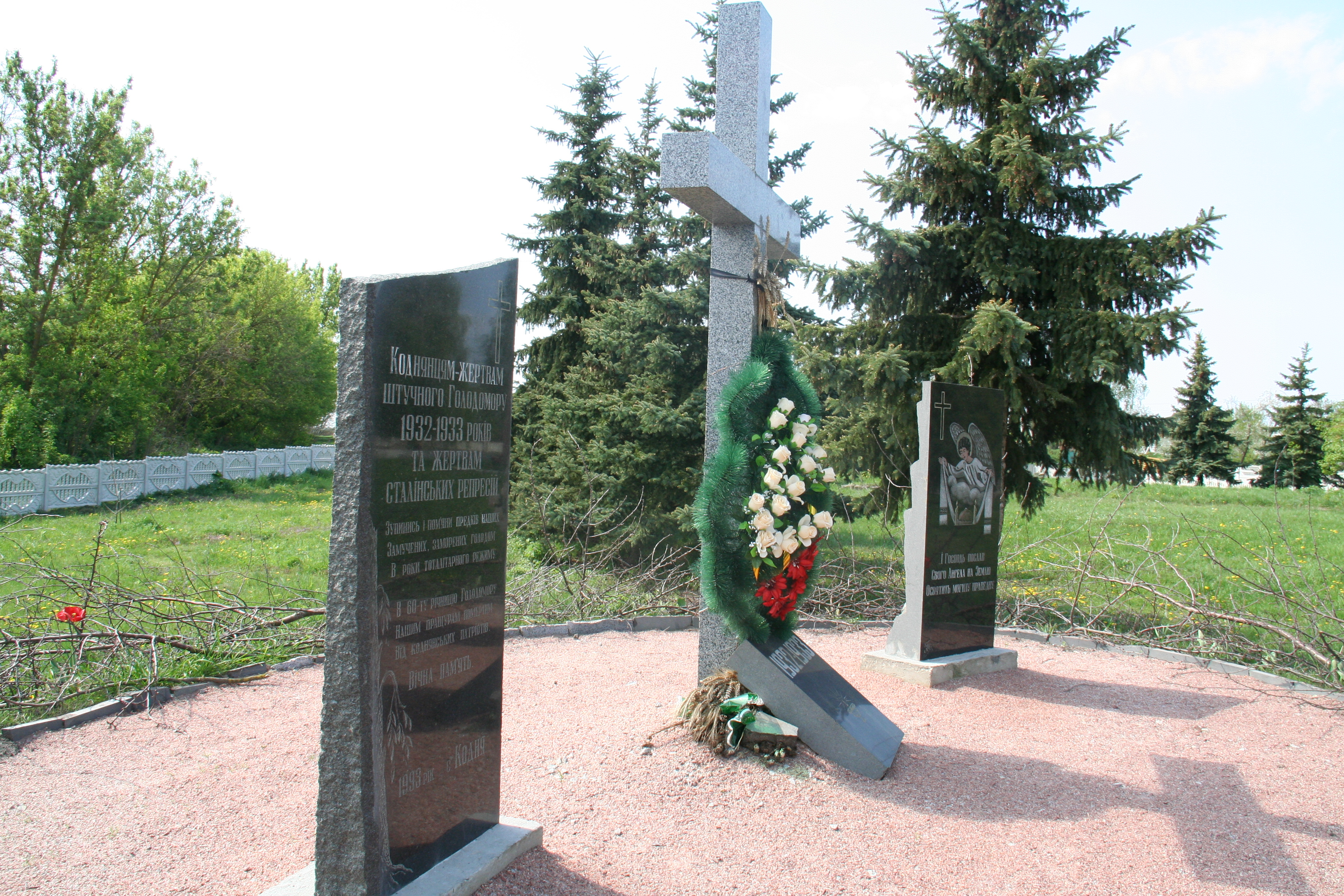
Пам'ятник жертвам Голодомору

Ко́дня — село Житомирського району, Житомирської області.
Відстань до центру області та району 25 км, до залізничної станції Кодня — 3 км.

## Географія
Розташоване на р. Коденка, притоці р. Гуйва, в лісостеповій зоні  на двох широких пагорбах, які переходять в рівнину. Поблизу Кодні знаходяться урочища з назвами: Мочихвіст, Салиха, Лахтин, Скала, Каміння, Дубинка, Зарізана.

## Історія
Поруч з селом знаходяться поселення І тис. до н. е., III—V та ХІІ — ХІІІ ст.ст.

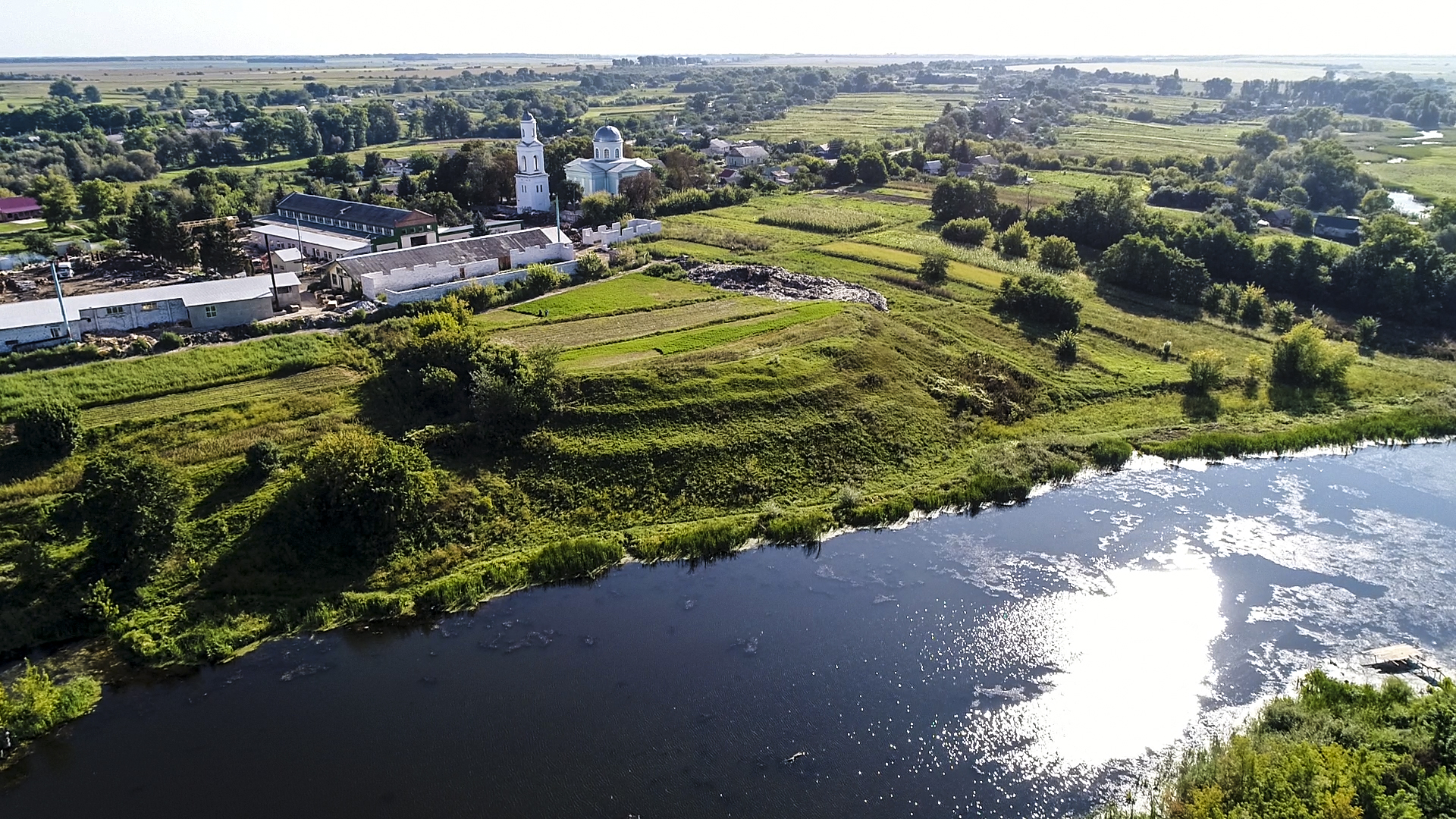
Панорама Кодні - церква Різдва, дзвіниця та стародавнє поселення

### Литовський та польський період.

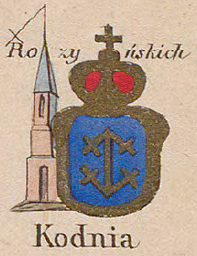
Кодня на мапі Зигмунда Герстмана

Містечко під назвою Кодеденград вперше згадується у письмових джерелах 1301 року, як місто, знищене монголо-татарами. Але населений пункт швидко відродився, адже через нього йшов торговий шлях з Києва на Поділля і до Чорного моря. Знаходилася у складі Литовського князівства 1362.
У переліку складових частин Луцького єпископства римо-католицької церкви кінця XIV ст., є графство Коденське.
На початках Кодня ймовірно належала білорусько-литовському роду Сапігів, яким належало також м. Кодень, (нині село у складі Люблінського воєводства Польщі).У 1545 р. власниками містечка стають Тишкевичі. По смерті Василя Тишкевича Кодня переходить до Сапігів, але через деякий час знов повертається у власність Тишкевичів.
Після об'єднання Литовського князівства з Королівством Польським в 1569 року — у складі Речі Посполитої.
У 1587 р. загін селян та козаків під керівництвом Л.Чернинського, зруйнували панський маєток у Кодні.
За Андрусівським перемир'ям 1667 залишилася під владою Речі Посполитої.
Недалеко від Кодні, по свідченням місцевих мешканців, знаходилось грецьке поселення. Це підтверджують знайдені череп'я грецького посуду і залишки жител того часу.

### Коліївщина

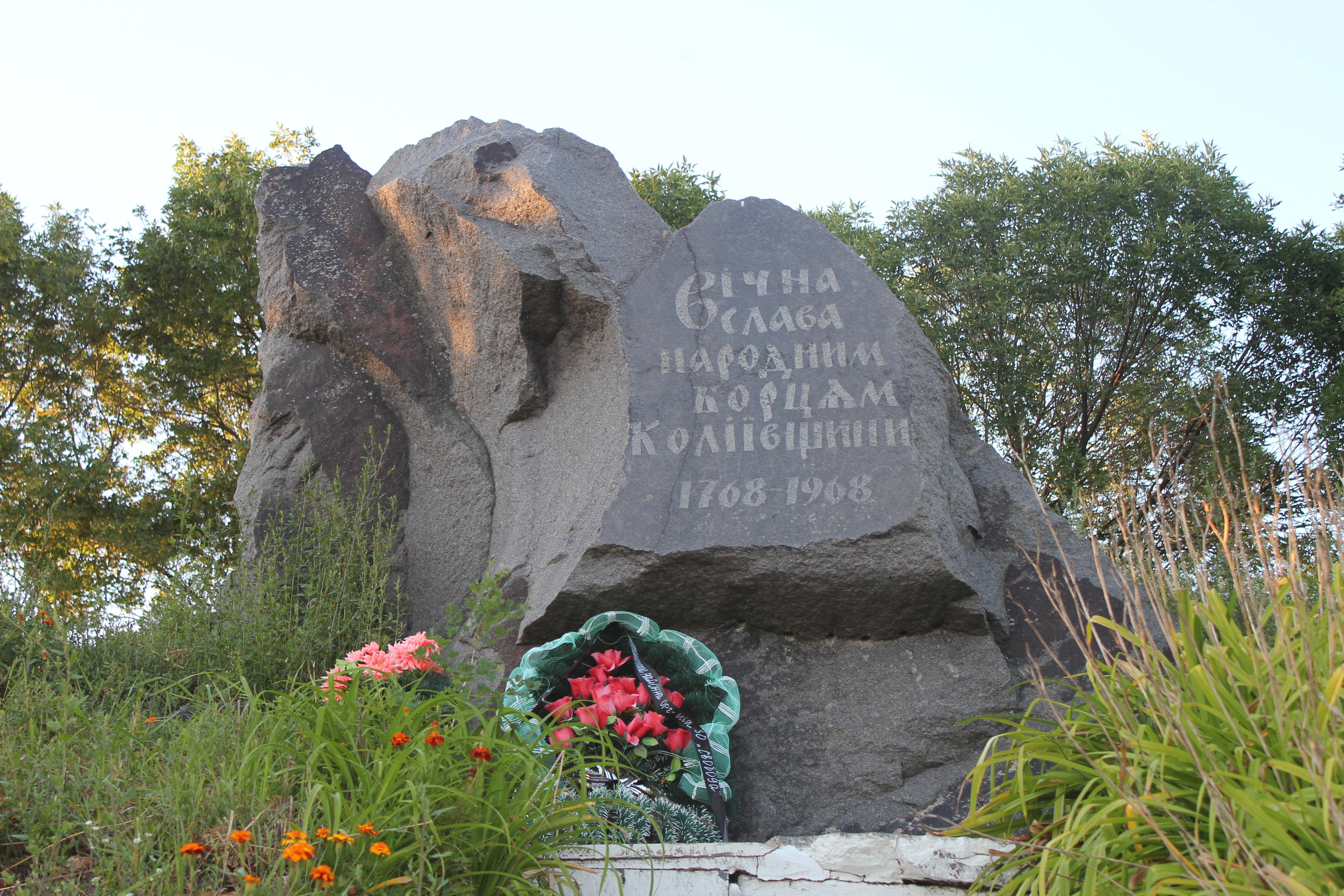
Курган-могила учасників Коліївщини 1768 р.

У 1768 в Холодному Яру поблизу Чигирина почалося повстання запорожців і гайдамаків під керівництвом Максима Залізняка та Івана Гонти, що отримало назву «Коліївщина». Повстанці захопили ряд міст: Середнього Придніпров'я, штурмом узяли Умань, і Річ Посполита була вимушена звернутися до Катерини II з проханням сприяти в придушенні бунту.
Російські і польські війська незабаром розгромили розрізнені загони повстанців, а захоплені в полон повстанці були жорстоко покарані. Влаштовувалися показові страти в різних містах Речі Посполитої, а в Кодні відбулася масова різанина. Під керівництвом коронного воєначальника Юзефа-Ґабріеля Стемпковского повстанцям рубали голови, садили на палю, чвертували. Тут стратили близько 300 учасників «Коліївщини», і село стало символом скорботи і пам'яті про волелюбних і непокірних синів українського народу.
Як писав у своїх спогадах Михайло Станіславович Чайковський: 
| Я родился в селе Гальчинце, волынской губ. житомирского уезда, у кодненском приходе, в 13 верстах от Бердичева, этого торгового Иерусалима израиля, у приднепровской Руси, в 9 верстах от «святой» Кодни, где карали гайдамаков Гонты и Железняка мечем, колом и виселицей во славу короля польского и Речи Посполитой. Такой страх был наведен тогда на украинский люд, что до сего дня этот люд, произнося угрозу или проклятие, повторяет: «щоб тебе свята Кодня не минула!» |

### У складі Російської імперії
Після 2-го поділу Речі Посполитої 1793 — містечко у складі Правобережної України ввійшло до складу Російської імперії, через деякий час стало центром волості.
У кінці XVIII ст. Кодня була власністю Михайла Гленбоцького, діда письменника Михайла Чайковського, потім як посаг за його донькою — Станіславою, перейшла до її чоловіка, генерала, бригадира Міхала Корженьовського (Korzeniowski). Після смерті Станіслави, генерал Корженьовський взяв шлюб з названою донькою Глембоцького — Ганною, вдовою маршалка Вікентія Ледуховського. Друга дружина Корженьовського любила бали та розваги, тому бали у Коднянському палаці відбувалися один за одним.
У своїх спогадах М.Чайковський згадує візит імператора Миколая І, який разом з численною свитою розташувався у Кодненському палаці.

Восени 1846 по дорозі з Кам'янця-Подільського (через Бердичів) до Житомира Кодню відвідав Т. Г. Шевченко.

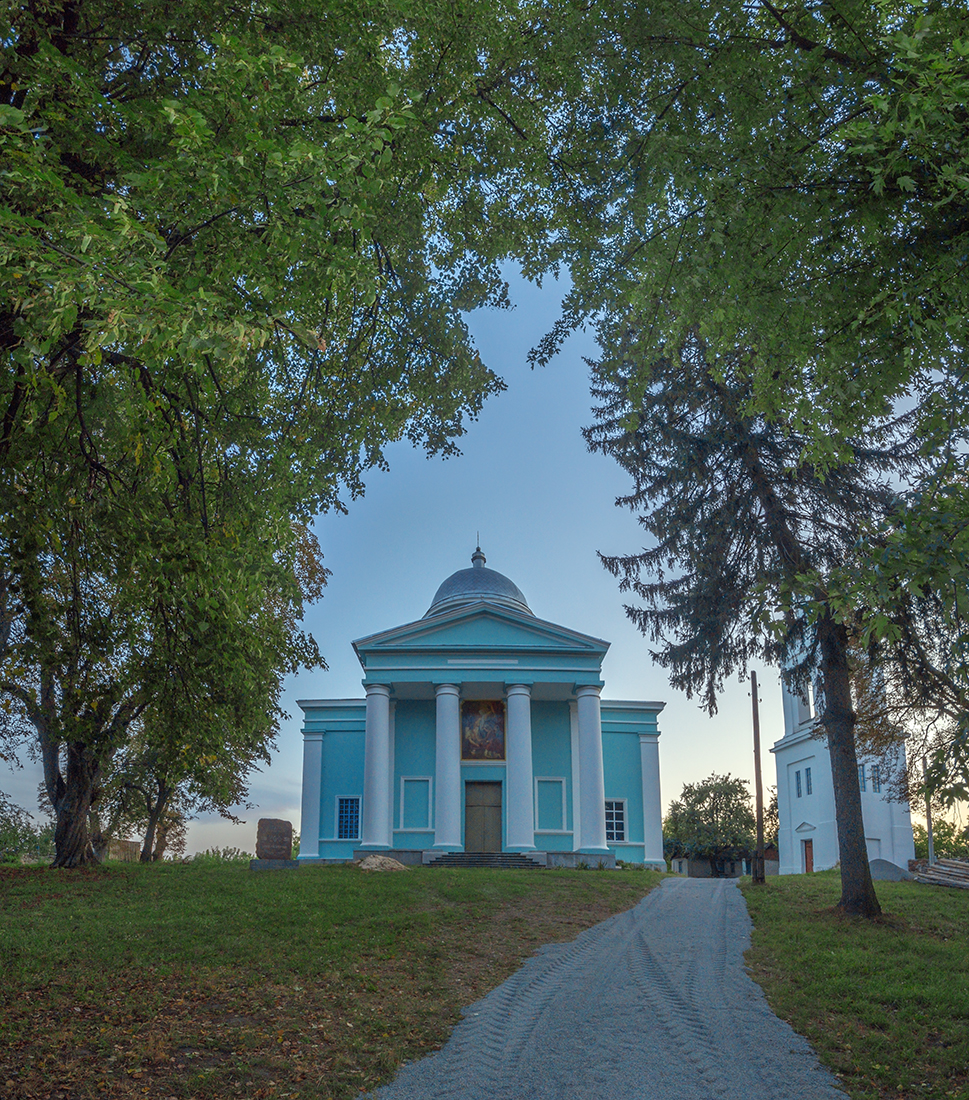
Церква Різдва Пресвятої Богородиці

Улітку 1848 року мешканці Кодні постраждали від холери, про що свідчать записи смертей у метричній книзі Кодненського костелу.
У 1860-х рр. у містечку діяли свічковий і пивоварений заводи. У 1860 р. у Кодні було відкрито народне училище. До 1877 р. дорога з Бердичіва до Житомира проходила через Кодню, у якій була розташована поштова станція.
У 1870 р. у містечку проживало 1060 мешканців, 317 дворів, 9 крамниць, 17 ремісників. Власність Ледуховських.
У 1882 р. римо-католицька парафія, що відносилася до Житомирського деканату, налічувала 766 прихожан.До парафії Діви Марії Утішительки відносилися вірні РКЦ — жителі навколишніх сіл Агатівка, Борисівка, Гальчинець, Городище, Журбинці, Ляхівці, Никонівка, Ружки, Семаки, Сінгури, Солотвин, Янківці. Метричні книги костелу знаходяться в фондах ДАЖО 178/3
У 1887 році у праці «Историко-статистическое описание церквей и приходов Волынской епархии» Теодоровича зазначається, що у містечку ще на той час частково збереглися фортечні підвали, де катували гайдамаків і козаків, а на місці страти у той час знаходилася ратуша.
У 1894 р. у Кодні було 385 дворів, у яких мешкало 2468 осіб, функціонували православна церква, костел, єврейський молитовний будинок, 12 ярмарків на рік. З 1899 р. частину земель орендував поміщик Терещенко під вирощування цукрового буряка.
В 1903 році  почала діяти  Коднянська  дільнична лікарня. Перші лікарі О.Духнович, І.Жигас.
У 1906 році містечко Коднянської волості Житомирського повіту Волинської губернії. Відстань від повітового міста 23 верст. Дворів 325, мешканців 2403. 23 травня 1907 року на землях, орендованих Терещенком, розпочався страйк робітників.
Станом на 1913 насел. складало 2994 особи.
Останніми власниками Кодні були представники роду Ледуховських. Аполлон Ледуховський (син Вінцента Ледуховського, маршалка Волинської губернії та Анни Гленбоцької) та його діти — син, Антон Ледуховський, пізніше-донька Юзефа Ледуховська-Стецька. (Józefa Anna Helena Ledóchowska).

### Радянський період

#### 1917—1941, Колективізація. Голодомор

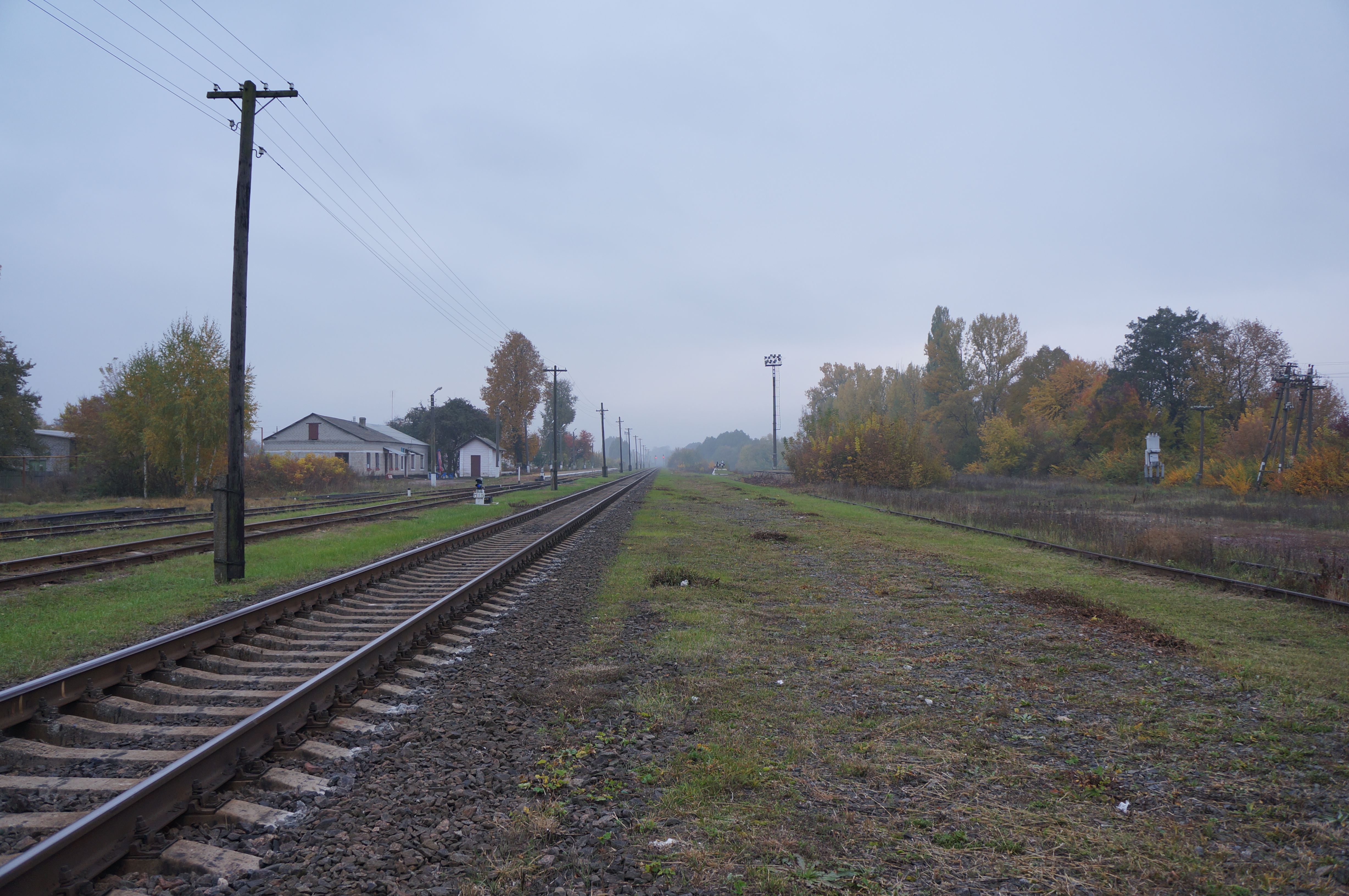
Залізнична станція Кодня

1917 року Кодня увійшла до складу УНР, але внаслідок російсько-українських воєн 1917—1920 рр. у 1920 році окупована військами московсько-більшовицької Червоної армії.
21 серпня 1924 року за постановою ВУЦВК і РНК центр Солотвинського району Житомирської округи було перенесено з с. Солотвина в м. Кодню, з перейменуванням Солотвинського району на Коднянський район.
З 1925 р. у новоствореній Волинській окрузі стала функціонувати Коднянська єврейська селищна рада.
1929 року відбулась масова насильницька колективізація з вилученням земель у заможних землевласників. Коднянці протидіяли проведенню колективізації.

Під час Голодомору 1932—1933 р.р. загинула значна кількість коденчан — тільки встановлених жертв 268 осіб. Секретар райпарткому Троянівського району Михайлов у листі до Київського обкому КП(б)У вимагав внесення Кодні до «чорної дошки». «Фактично невиконання по одноосібному сектору затримують 2—3 села: Велика Татарнівка, де по одноосібному сектору ще недовиконано до 64 т. хліба; Кодня — до 60 т. Репресивних заходів (суди, штрафи, безмірне стягнення) до них застосовувалось в достатній мірі, хліб в цих селах є, плани цілком реальні, населення в більшості не біднота, але вся біда в тому, що хліб закопаний в землю, перехований…». Через це згідно з директивою ЦК ВКП(б) та РНК, РПК просить «занести ці два села: Велику Татарнівку та Кодню на чорну дошку, а також терміново дати відповідні вказівки, яких ще заходів застосувати до цих 2-х сіл, щоб заставити здати хліб державі».

#### II Світова війна.
Від 8 липня 1941 до 31 грудня 1943 Кодня була окупована нацистськими військами.
У серпні 1941 р. у Кодні було розстріляно 185 євреїв. За весь час окупації німці знищили 644 євреїв.
16 листопада 1942 року очільник генерального округу "Житомир" Ернст Ляйзер видав наказ про створення адміністративного округу "Геґевальд" ("Заповідний ліс") — адміністративно-територіальної одиниці Генеральної округи Житомир Райхскомісаріату Україна, куди увійшло село. У складі округу село перебувало до приходу Червоної армії .
31 грудня 1943 року під час проведення Житомирсько-Бердичівської операції, Кодня була зайнята воїнами 53-ї гвардійської танкової бригади 1-го Українського фронту.
Під час війни загинуло 173 жителі Кодні, 254-нагороджені орденами та медалями.

##### Післявоєнний період.
У 1945 році 50 юнаків та дівчат з Кодні було вивезено на розбудову Донбасу.
У 1945 р. відновилися заняття у школі, був створений інтернат для дітей-сиріт. У 1946 році була відкрита хата-читальна, з якої потім утворилася бібліотека.
У січні 1958 р. з двох колгоспів — ім. Петровського та ім. Чапаєва був створений один — «Україна». Колгосп займався тваринництвом та птахівництвом, вирощуванням зернових культур, цукрових буряків, картоплі. Село було електрифіковане та радіофіковане.
У 1967 р. було відкрито Будинок культури з сільським краєзнавчим музеєм.
В 1970 році у с. Кодні побудовано винно-овочевий завод з випуском 80 тисяч літрів продукції в рік, яка продавалась на всій території СРСР а також за кордоном.
У 1973 р. у селі проживало 2844 чол., було 997 дворів. Працювала лікарня на 50 ліжок, пологовий будинок, аптека, два дитсадка, 8-річна та 10-річна школи, дві бібліотеки.

### Наш час
У селі нараховується 670 дворів, особистих селянських господарств 558.
Працює 25  підприємства та організації різних форм власності.
Працює Будинок культури, краєзнавчий музей, школа, дошкільний заклад «Сонечко» бібліотека, лікарська амбулаторія, поштове відділення, аптека.
12 червня 2020 року, відповідно до розпорядження Кабінету Міністрів України № 711-р «Про визначення адміністративних центрів та затвердження територій територіальних громад Житомирської області» увійшло до складу Станишівської сільської територіальної громади.
19 липня 2020 року, в результаті адміністративно-територіальної реформи та ліквідації Житомирського району (1939—2020), село увійшло до складу новоутвореного Житомирського району.

## Населення

### Мова
Розподіл населення за рідною мовою за даними перепису 2001 року:
| Мова       | Кількість | Відсоток |
| ---------- | --------- | -------- |
| українська | 2087      | 98.12%   |
| російська  | 38        | 1.79%    |
| білоруська | 2         | 0.09%    |
| Усього     | 2127      | 100%     |

## Пам'ятки

### Знищені пам'ятки

#### Палац Корженьовських— Ледуховських
Власник Кодні Михайло Корженьовський (нар.1766 — пом.23.04.1855 р., Кодня) був генералом, по іншим даним — досвідченим юристом, не обмеженим у статках. На поч. ХІХ ст. на місці старого палацу побудував новий палац у стилі ампір, фронтон якого був прикрашений гербами та ефектними колонами іонічного ордеру. У палаці часто проходили бали та гучні розваги, про що згадує волинський письменник Євстахій Івановський та Міхал Чайковський (Садик-Паша), який так описував візит імператора Миколи І до Кодні:
|  | З государем прибули: фельдмаршал Сакен, командир 1-ї армії, фельдмаршал Дибич Забалканський, командир другої армії, генерали Бенкендорф і Адлерберг, граф Станіслав Потоцький, генерал Вітте і численна свита імператора та двох фельдмаршалів. Всього було понад сто осіб і всі дуже зручно були розміщені у величезному коднянському палаці, ні для кого не довелося шукати приміщення в містечку. 60 екіпажів, які були запряжені шістками, четвірками і парами та120 верхових коней були напоготові. Меблів і килимів було так багато і такої якості, що старий фельдмаршал Сакен часто повторював «тільки у польського пана та ще відданого монарху, як відданий Михайло Корженевський, можна знайти такі речі» |

.
Ще у 20-ті роки XX ст. палац існував, але в 30-ті роки був розібраний.
На території панського маєтку у 1967 році  збудовано Будинок культури, при якому діють краєзнавчий музей, бібліотека.

#### Римо-католицький костел Діви Марії Утішительки
Перші відомості про римо-католицький храм у м. Кодня відносяться до початку XVII ст. Під час Хмельниччини костел був зруйнований, відновлений у 1656 році і знову зруйнований у 70-х роках.
У середині XVIII ст. власники Кодні Глембоцькі відбудували дерев'яний храм, який згорів під час пожежі 1774 і був доволі швидко відновлений.
У 1802 році парохом костьолу був Августин Гансьоровський (Augustinus Gąsiorowski) з ордену Августинців.
У 1818 році після генеральної візітації Луцько-Житомирського єпископа Каспера Цецішовського було зроблено детальний опис Кодненського костелу та монастиря августинців. Храм знаходився біля тогочасної дороги між Житомиром та Бердичевом, оточений цвинтарем, брамою, був взнесений на дубових підвалинах, мав 26 ліктів у довжину та 12 у ширину (приблизно 15 на 7 метрів). Мав образи Найсвятішої Діви Марії-Утішительки та св. Августина, покровителя ордену братів-августинців, які опікувалися костелом і мали тут монастир та господарство — фільварк.

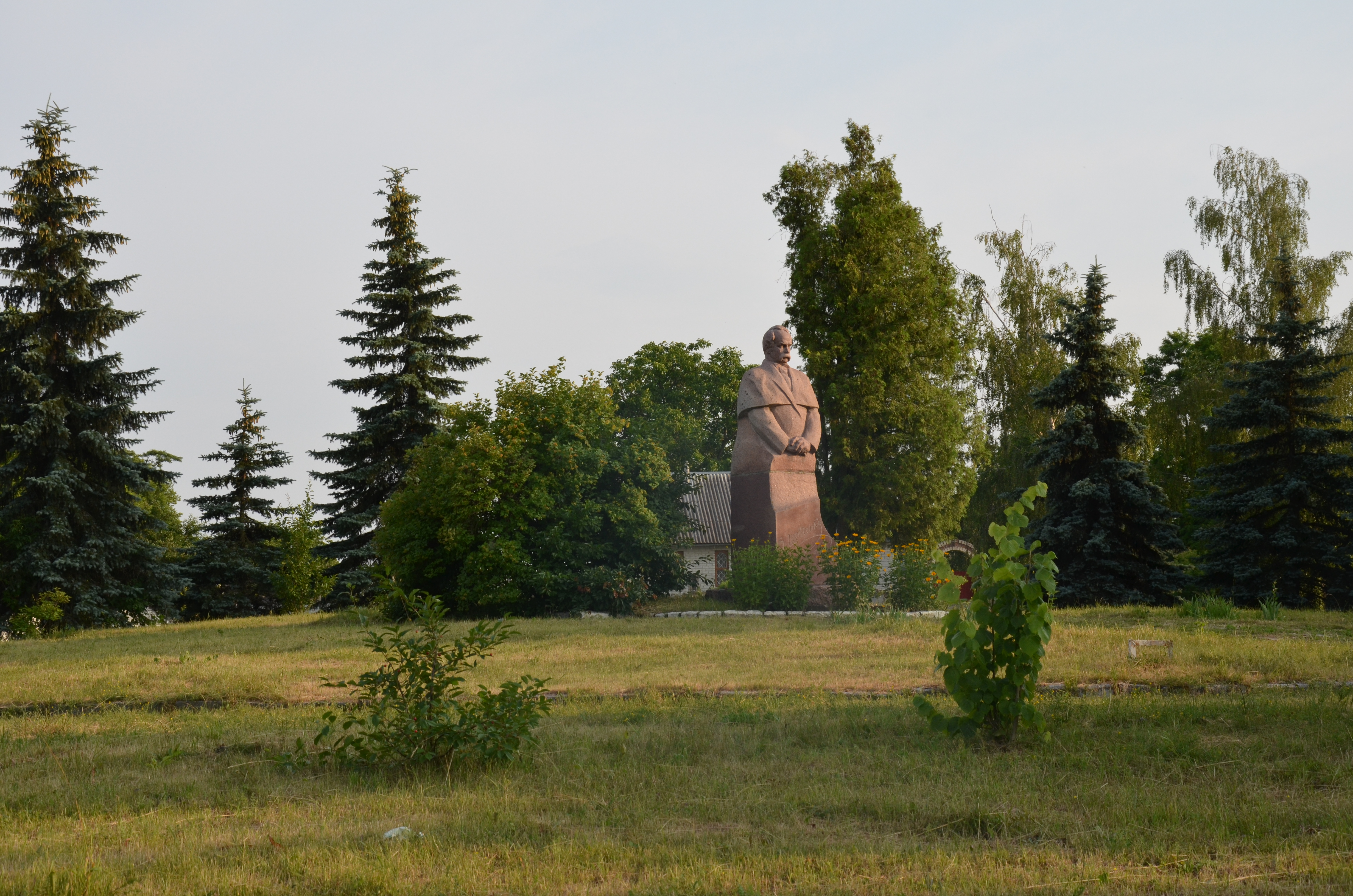
Пам'ятник Тарасові Шевченку на місці костелу

Пізніше, ймовірно у 1828 р. власником містечка Корженьовським був збудований мурований костел і монастир. Велична будівля класичного стилю в плані прямокутник була взнесена на невеликому, оточеному з трьох сторін деревами, пагорбі. У головному вівтарі знаходилась ікона Матері Божої Утішительки.
При комуністичній владі з 1924 року у монастирі розмістилася школа, але можливо храм діяв ще в 30-ті, бо до нього з'їжджалися католики з багатьох місць.Під час німецької окупації зимою 1943 року загорілася школа, від якої вогонь перекинувся і на будівлю костелу.
Після радянсько-німецької війни будівля храму була зайнята під склад міндобрив.
Остаточно будівля знищена на поч. 80-х р.р. 20 ст. під час комуністичної окупації
Наразі на цьому місці стоїть пам'ятник Т. Г. Шевченку.

### Існуючі та частково збережені
В інвентарі маєтностей шляхтичів Тишкевичів, складеного у 1593 р. згадується стародавнє городище, укріплене валом. У серпні 1922 року волинський археолог Гамченко С. С. здійснив розвідки в басейні р. Коднянки, зокрема, й Кодні. У результаті досліджень С. С. Гамченку вдалося на території Кодні і прилеглих до нього місцевостей зафіксувати понад 20 різноманітних історико-археологічних об'єктів. В їх числі 1 городище, 1 замчище, 1 укріплення, 2 окремих кургани (Могила і Лиса гора), 1 місце масового поховання, 1 окреме поховання, сліди 2 давніх некрополів, сліди 2 поселень, провали підземель у 5 пунктах, 2 храми з погостами і 3 кладовища. Деякі з цих пам'яток, наприклад залишки городища та замчища, існують і зараз, але не досліджені належним чином і знищуються оранкою та шукачами скарбів. Також містечко було знане своїми підземними ходами.

#### Церква Різдва Богородиці

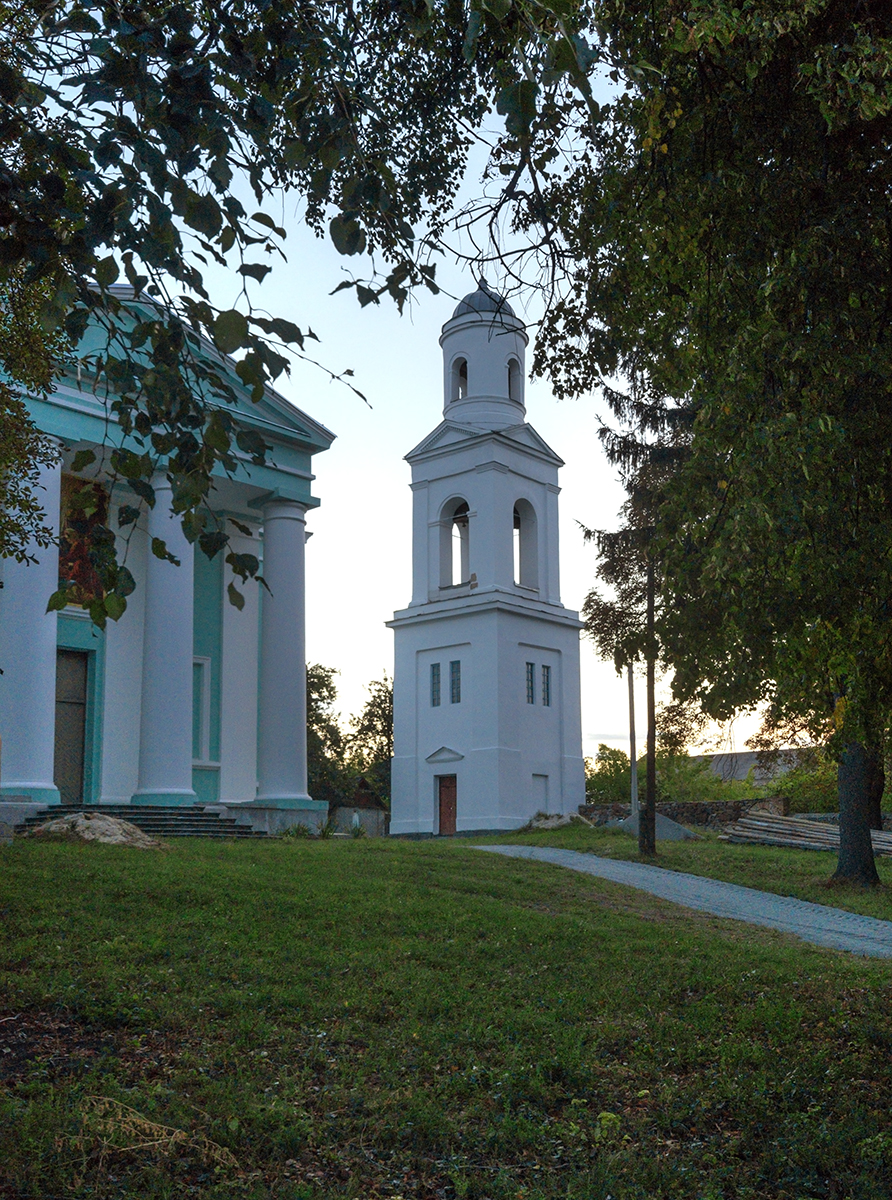
Дзвіниця церкви Різдва Пресвятої Богородиці

Визначною архітектурною пам'яткою села є церква Різдва Богородиці, закладена у 1835 і добудована у 1841 р. у стилі класицизм коштом поміщика Михаіла Леонтієвича Коженьовського, дзвіниця побудована у 1863 р. коштом прихожан та держскарбниці. Давня дерев'яна церква згоріла під час пожежі, але ще в 20-ті роки XX ст. у новій церкві зберігалися стародавні ікони та дзвони.

#### Монумент пам'яті учасників Коліївщини
До 200-ліття трагедії на околиці Кодні, на кургані встановлений монумент пам'яті учасників «Коліївщини» (29 червня 1968 р.).Письменником В. Б. Грабовським були знайдені у архівах деякі прізвища тих, хто похований у могилі. Однак у матеріалах генеральної візити Коденського костьолу 1786 р. згадано про те, що могила, яку було насипано у 1769 р. і у якій було поховано 114 гайдамаків, знаходилася на західній околиці містечка, за 50 кроків від старовинного фортечного валу. Курган, який у 1960-ті роки був визнаний козацькою могилою, деякі дослідники вважають давнім похованням.

#### Пам'ятник Т.Г.Шевченку
У 1991 році в Кодні був встановлений ефектний, виконаний з поліського рожевого граніту, пам'ятник Тарасу Шевченку, що побував тут у 1846. Пам'ятник розташований у сквері, який утворився після остаточного знищення римо-католицького костелу.

#### Меморіал жертв Голодомору
23 листопада 2013 р у Кодні було відкрито меморіал пам'яті жертв Голодомору та політичних репресій. Пам'ятник збудовано мешканцями Кодні за рахунок власних та благодійних коштів та за підтримки Житомирської обласної організації ВО «Свобода». Гранітний меморіал побудовано в центрі села Кодні, поруч із пам'ятником Тарасу Шевченкові. На одній із його гранітних дощок — напис: «Вічна пам'ять землякам, закатованим у часи Голодомору (1932—1933 рр.) і репресованим в сталінські роки. Пробачте нам, пращури наші, що вас ніхто не захистив у ті страшні роки. У 80-ту річницю Голодомору замученим предкам нашим — від правнуків ваших. Боже, прости й помилуй загиблих предків наших. Во ім'я Отця, і Сина, і Святого Духа. Амінь. 2013 Божий. Село Кодня».

#### Пам'ятний знак на місці загибелі євреїв
Встановлений на місці, де у 1941 році нацистами були розстріляни мешканці Кодні-євреї.

#### Будинок земської лікарні
Побудовано у 1903 році коштом земства.

## Визначні місця
- церква Різдва Богородиці;
- дзвіниця (1841 р.);
- Народний музей історії с. Кодня.
- Братська могила учасників гайдамацького повстання «Коліївщина»

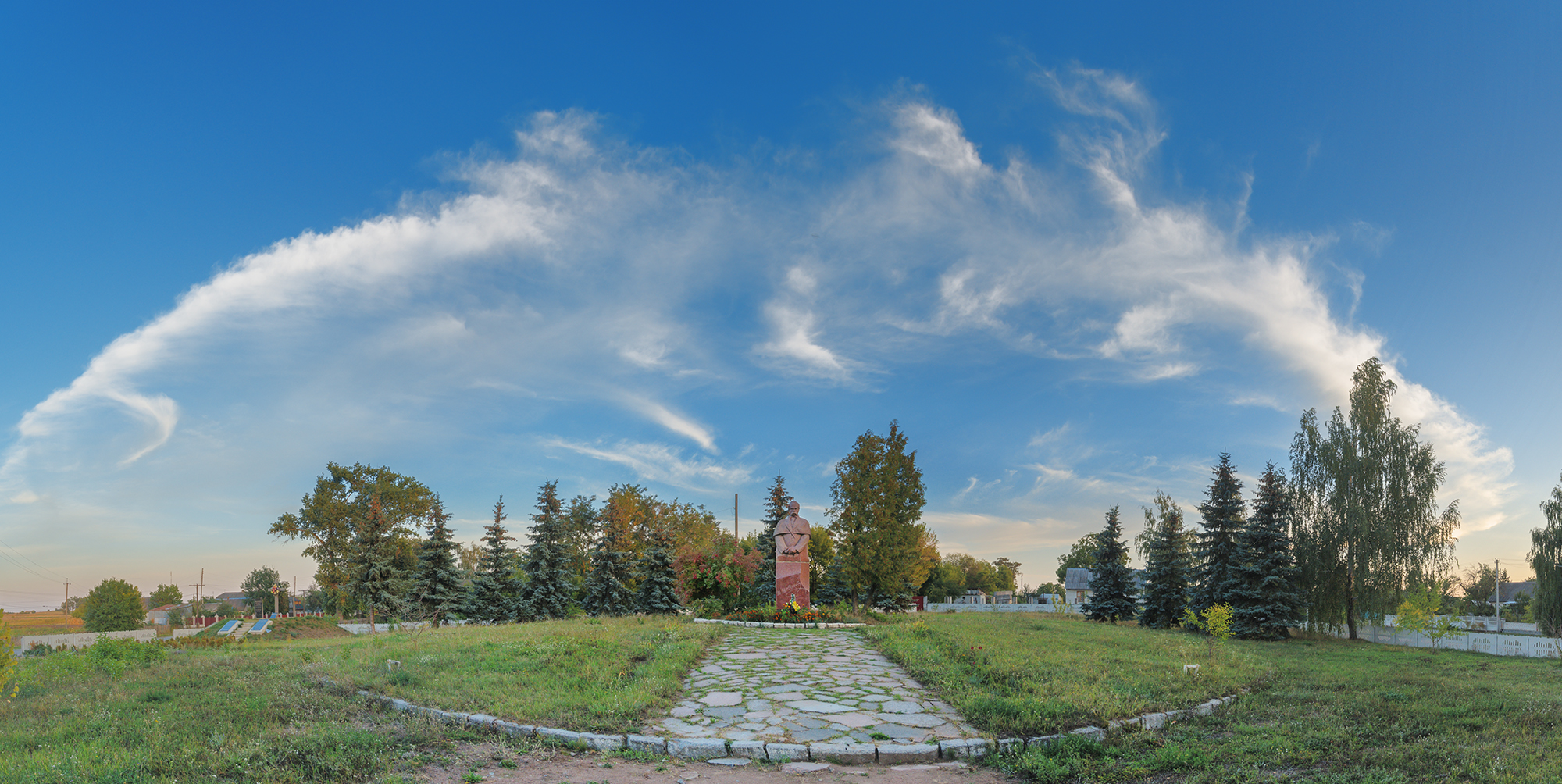
Пам'ятник Шевченку на місці стародавньої дерев'яної церкви, під якою він почав писати «Гайдамаків»

## Відомі люди
- Максим Залізняк
- Іван Гонта
- Рак Людмила створила праці про говірку села Кодня.
- Кодню відвідував письменник Шолом-Алейхем, який присвятив їй оповідання «Найщасливіший чоловік в Кодні».

В селі народилися:
- Бондарчук Степан Корнійович — актор, режисер, театральний критик.
- Гераїмчук Михайло Дем'янович — фахівець у галузі приладобудування, доктор технічних наук, професор.
- Герасимчук Андрій Андрійович — доктор філософських наук, професор
- Дідковський Валентин Якович — український геолог, палеонтолог, стратиграф, доктор геологічних наук, професор.
- Котович Анатолій Васильович (1890—1964) — український педагог, журналіст та релігійний діяч.
- Медвідь В'ячеслав Григорович — український письменник-прозаїк, есеїст, Заслужений діяч мистецтв України.
- Ніна Сохацька — Праведник народів світу, під час німецької окупації допомагала батьку переховувати 20 єврейських дітей[22].